# The Colour Wheel
The Colour Wheel war eine britische Musikgruppe aus Glasgow. Sie wurde 1990 unter dem Namen The Catherine Wheel gegründet und löste sich 1996 auf. Die Band erreichte regionale Bekanntheit und hatte Auftritte in einigen Radio- und TV-Sendungen. Außerhalb Großbritanniens blieb sie jedoch unbekannt. Stilistisch ist Colour Wheel zu den Vorläufern des Britpop zu zählen; von den Arrangements her mit der Musik der Beatles zu vergleichen. The Colour Wheel veröffentlichten 3 Singles und ein Album.

## Bandgeschichte
The Colour Wheel gründete sich 1990 unter dem Namen The Catherine Wheel für die Teilnahme an einem regionalen Bandwettbewerb. Sie bestand aus den Mitgliedern Kenny Hutchison (Keyboards), Mike Kinsella (Gesang, E-Gitarre), John McGuire (Gesang, Akustikgitarre), Iain McKay (Schlagzeug) und Karin Oien (E-Bass). Sie gewannen den Bandwettbewerb und nahmen in den Glasgow CaVa Studios zwei Songs auf, die zusammen mit den Beiträgen der anderen Preisträger auf dem Album The CaVa Sessions veröffentlicht wurden. Da unter dem Namen The Catherine Wheel eine weitere englische Band bei einem Platten-Label unter Vertrag war, entschied sich die Gruppe, ihren Namen in The Colour Wheel zu ändern.
Im Jahre 1991 veröffentlichten Colour Wheel ihre erste, eigenfinanzierte Single Primary, auf der sich 4 Songs befanden. Sie wurde in der schottischen Presse rezensiert und die Band kam so zu einem ersten Auftritt in der Show The Funny Farm im schottischen Fernsehen. Daraufhin erschien ein Jahr später die zweite Single Goodbye Jane.
1994 hatte die Band dann genügend Lieder geschrieben, um ihr erstes (immer noch eigenfinanziertes) Album Darwin's Waiting Room aufzunehmen, welches ein Jahr später zusammen mit der Singleauskopplung Mrs Mac in die Glasgower Plattenläden kam. Trotz eines Auftritts in einer nationalen Radioshow bekam die Band keinen Plattenvertrag und löste sich 1996 auf.

## Diskografie

### Alben
- 1990: The CaVa Sessions Zwei Songs auf der Preisträger-CD des Bandwettbewerbs "Tennent's Live! CaVa Sessions competition"
- 1995: Darwin's Waiting Room

### Singles
- 1991: Primary
- 1992: Goodbye Jane
- 1995: Mrs Mac